# مثل مقولب
المثل القولب (بالإنجليزية: Anti-proverb)‏هو قلب أو عكس أو تعديل بعض الكلمات في المثل الأصلي مما يضفي عليه روح السخرية والدعابة.
مثال:
بدل أن تقول «لا تعض اليد اللي تأكلك» تصبح  «لا تعض اليد اللي عليها وسخ» .
وكذلك «أقلب القدرة على فمها. تطلع البنت لأمها» تصبح «أقلب القدرة على فمها. ينقلب الفول منها»